# Třída Lion
Třída Lion byla třída tří britských bitevních křižníků, sloužících v Royal Navy během první světové války. Třída se skládala z lodí HMS Lion, HMS Princess Royal a HMS Queen Mary.

## Vývoj
Konstrukce třídy Lion vycházela z konstrukce prvních britských super-dreagnoughtů třídy Orion z roku 1910, s kanóny ráže 343 mm. Byly to první plavidla s kanóny této ráže (původní HMS Dreadnought měl děla ráže 305 mm). Při návrhu třídy Lion byly odstraněny některé nedostatky bitevních křižníků předcházející třídy Indefatigable. Především dvě hlavní dělové věže, nacházející se uprostřed paluby vedle sebe, měly omezené možnosti palby a loď mohla na jednu stranu pálit pouze ze tří věží. Proto byly u třídy Lion všechny čtyři věže uspořádány za sebou v ose lodi. Třetí věž Q však byla i nadále uprostřed lodi a mohla pálit pouze do stran, což bylo napraveno u následujícího bitevního křižníků HMS Tiger, kde už byly hlavní věže soustředěny pouze na přídi a zádi.
Oproti třídě Indefatigable měla třída Lion delší trup, výkonnější pohon a byla rychlejší. Výkonnější stroje a lepší pancéřování znamenalo nárůst výtlaku o 8 000 tun.
Třída Lion byla typickým příkladem britského pojetí bitevního křižníku, v němž byla upřednostněna rychlost a výzbroj na úkor pancéřové ochrany. Odolnost lodi proto byla nedostatečná, což se projevilo v bojích první světové války (fatálně v bitvě u Jutska).
Jen Lion byl dokončen podle původního plánu, s komínem mezi předním stožárem a kompasovou palubou. Díky tomu se však při plavbě plnou rychlostí, pro hustý kouř a materiál vyvrhovaný z kotlů, nedalo na stožáru pracovat. Před vstupem do služby byl Lion, za nákladů 60 000 liber, upraven a komín byl posunut za příďový stožár a změnil se také tvar nástavby mezi komínem a můstkem. Sesterská Princess Royal byla v této podobě stavěna už od počátku.

## HMSQueen Marya další úpravy
HMS Queen Mary byla sesterskou lodí Lionu a Princess Royal, na které došlo k některým větším úpravám. Šířka lodi se zvětšila a výtlak vzrostl o 700 tun. Prostřední komín byl kruhový a ne oválný a všechna děla sekundární ráže byla soustředěna na jedné palubě. Loď také dostala jako první z trojice dálkoměr. Nejprve na Queen Mary a později na ostatních lodích byl přední stožár upraven na trojnožkový. To si vyžádal rozměrný systém řízení palby na stožáru. V roce 1917 byl na přeživší Lion a Princess Royal instalován světlomet a byly z nich odstraněny dva kanóny ráže 102 mm, které byly namontovány na jiné lodě. Dále byla instalována protiletadlová děla a v roce 1918 byla na věže Q a X lodí Lion a Princess Royal instalována paluba pro vzlet letounů Sopwith Pup a Sopwith 1½ Strutter.

## Služba
Všechny tři lodě se v roce 1916 zúčastnily bitvy u Jutska. Lion byl těžce poškozen a jen díky obětavosti posádky a zaplavení muničních skladů pod věží Q nevyletěl do povětří, Princess Royal byla rovněž těžce poškozena a Queen Mary se potopila po výbuchu muničních skladů i s 1255 muži na palubě.
Za problém se pokládá nedostatečné pancéřování tehdejších britských bitevních křižníků oproti jejich německým protějškům. Lodí, která má k třídě Lion nejblíže, byl pravděpodobně německý SMS Seydlitz. Obě konstrukce měly podobný výtlak i rychlost, ale německá měla slabší výzbroj a lepší pancíř, zatímco britská byla mnohem zranitelnější.
Britské i německé bitevní křižníky zažily ve své kariéře situaci, kdy byly muniční sklady zasaženy nepřátelskou palbou. V bitvě u Dogger Banku byl Seydlitz téměř zničen zásahem do muničních komor. Němce tato zkušenost vedla k větším bezpečnostním opatřením a novým pravidlům v manipulaci s korditem, zatímco Britové tou dobou podobnou zkušenost postrádali. Mimo chráněné sklady proto bylo skladováno příliš mnoho korditových náloží a přepážky bitevních křižníků zůstávaly otevřené, aby se zvýšila rychlost palby, což mělo vyvážit její nepřesnost.
Bitva u Jutska byla poslední velkou akcí, které se tyto bitevní křižníky účastnily. Oba zbývající kusy byly na základě podmínek Washingtonské konference v roce 1922 sešrotovány.